# Obock
Obock (arabiska: أوبوك) är en liten hamnstad i nordöstra Djibouti vid Tadjouravikens norra kust. Den är huvudstad i regionen Obock. Staden hade år 2009, 11 706 invånare. Det finns färjor till staden Djibouti från Obock.
Under den europeiska kapplöpningen om Afrika förvärvade fransmännen 1862 Obock. Den användes som kolstation för fartygen utefter sjöleden genom Suezkanalen och Röda havet till Indien.

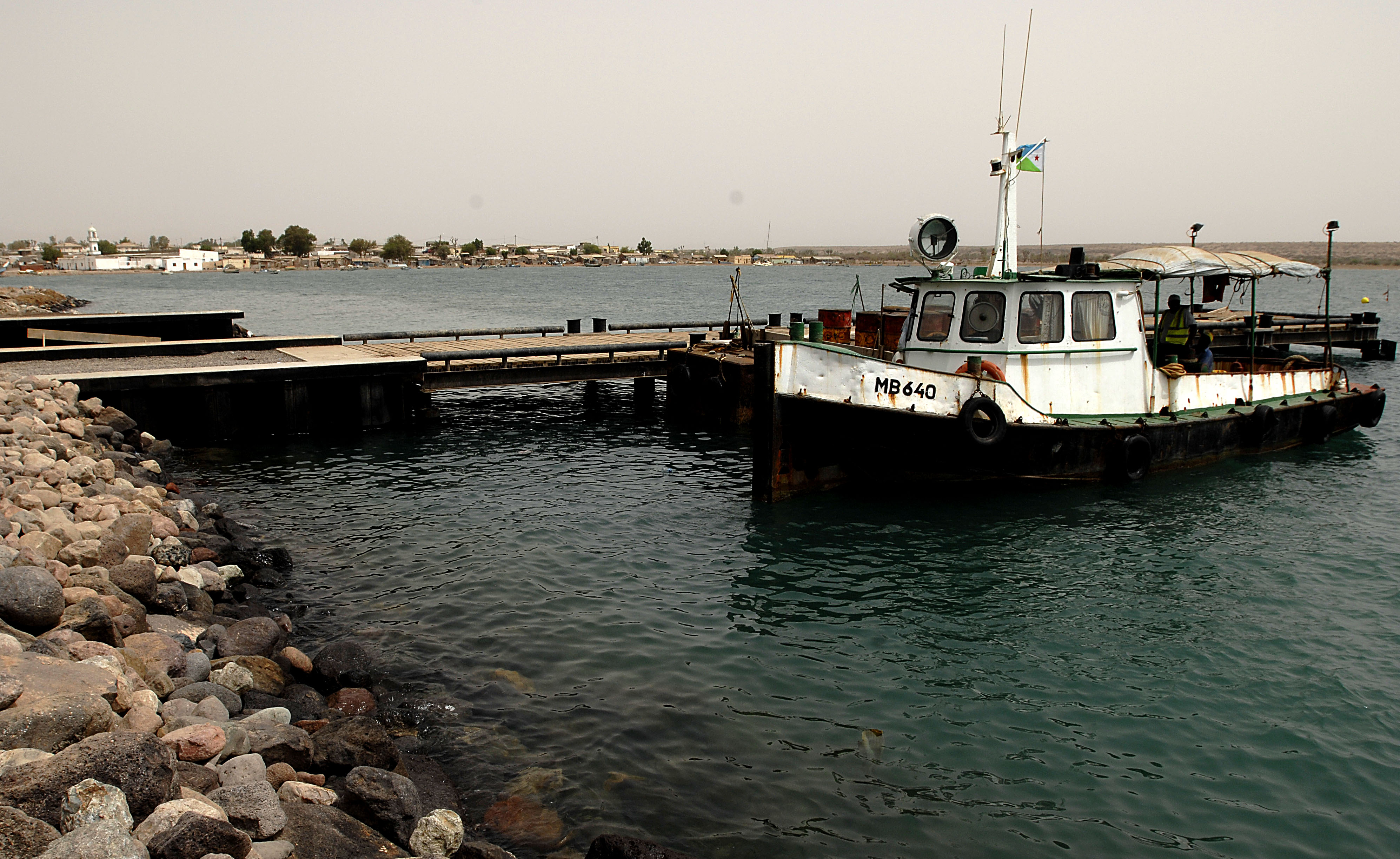
Hamnen i Obock.